# Danske euromønter
Danske euromønter er de mønter, som Danmark vil skulle præge, hvis Danmark vælger at indføre euroen engang i fremtiden. Kort før folkeafstemningen om fuldt dansk ØMU-medlemskab i september 2000 offentliggjorde Danmarks Nationalbank billeder af et planlagt sæt danske euromønter, men da folkeafstemningen forkastede en dansk indførelse af euroen, blev sættet aldrig sat i produktion.

## Design
Den 22. august 2000 blev designet af det sæt danske euromønter, Danmarks Nationalbank ville lade præge i tilfælde af en dansk indtræden i ØMUen, bekendtgjort. Alle mønterne viste et portræt af dronning Margrethe (magen til det portræt der var af hende på datidens 10- og 20-kroner) undtagen de 3 bronzefarvede mønter, som viste den danske krone (magen til kronen på de daværende 50- og 25-ører).

## Forbehold
Ifølge Maastricht-traktaten fra 1992 skulle en indførelse af euroen i Danmark afvente en folkeafstemning. Da Maastricht-traktaten blev forkastet af danskerne ved en folkeafstemning 2. juni 1992, blev Danmarks euroforbehold et af de officielle fire danske EU-forbehold ved det såkaldte Nationale Kompromis fra oktober 1992. Spørgsmålet om dansk ØMU-medlemskab blev sat til folkeafstemning 28. september 2000, hvor 87,5% af de stemmeberettigede afgav deres stemme, og et flertal på 53,1% heraf var imod indførelsen af euroen. Selvom Danmark ikke er del af eurozonen, har kronen siden 1999 været bundet til euroen i et fastkurssamarbejde (1 € = 7,46038 kr. ± 2,25%). Hvis en eventuel fremtidig euroafstemning medfører et flertal for indførelse af euroen, eller Folketinget med et flertal på 150 personer vedtager det, jfr grundlovens § 20 stk. 2, kan euroen derfor blive indført i Danmark.